# Paiwarria antinous
Paiwarria antinous is een vlinder uit de familie van de Lycaenidae. De wetenschappelijke naam van de soort werd als Pseudolycaena antinous in 1865 gepubliceerd door Felder & Felder.